# Can't Get You Out of My Head
"Can't Get You Out of My Head" är en danspoplåt inspelad av den australiska sångerskan Kylie Minogue för hennes åttonde studioalbum, Fever från 2001. Den skrevs och producerades av Cathy Dennis och Rob Davis, toppade listorna i 30 länder och har sålt över 5 miljoner exemplar världen över. I Kylies biografi citeras låtens listplacering och beskrivs som hennes hittills mest framgångsrika hitlåt. På Trackslistan blev låten 2001 års allra största hit.

## Prestanda på hitlistorna
I Minogues hemland Australien nådde "Can't Get You Out of My Head" förstaplatsen på ARIA Charts och låg kvar på den positionen under fyra veckor. Sången hade tillbringat 12 veckor totalt på listorna och certifierades tre gånger platina av Australian Recording Industry Association för försäljning av 210.000 exemplar. I Nya Zeeland debuterade sången på nummer 33 på New Zealand Singles Chart och sedan nådde förstaplatsen tillbringa totalt 20 veckor. Sången blev certifierad guld av Recording Industry Association of New Zealand för försäljning av 7.500 exemplar.
I Österrike debuterade sången som nummer fyra på listorna och nådde sedan förstaplatsen, samt tillbringade totalt 25 veckor på listorna. Sången blev certifierad platina av International Federation of the Phonographic Industry i landet för 30.000 sålda exemplar. I Belgien nådde sången förstaplatsen i både Flandern och Vallonien på Ultratop, och tillbringade totalt 22 respektive 24 veckor på listorna. Sången blev certifierad två gånger platina i landet för försäljning av 100.000 exemplar. I Frankrike debuterade sången på nummer 14 och nådde sedan förstaplatsen, samt tillbringade totalt 41 veckor på listorna. Sången blev certifierad platina av Syndicat National de l'Édition Phonographique för försäljning av 500.000 exemplar. I Tyskland förblev sången på förstaplatsen i en vecka och certifierades platina av Bundesverband Musikindustrie för försäljning av 500.000 exemplar. I Irland nådde sången förstaplatsen på singellistan, och tillbringade totalt 19 veckor i rad där.
I Storbritannien debuterade "Can't Get You Out of My Head" på förstaplatsen på UK Singles Chart med försäljning av 306.000 exemplar på första veckan. Sången tillbringade fyra veckor på förstaplatsen och totalt 25 veckor inne i Top 40 på listorna. "Can't Get You Out of My Head" blev certifierad platina av British Phonographic Industry för försäljning av 600.000 exemplar. Sången nådde förstaplatsen på Hot Dance Club Songs, nummer 23 på Adult Top 40, nummer tre på Mainstream Top 40, och nummer åtta på Hot 100 Airplay. Sången blev certifierad guld av Recording Industry Association of America för försäljning av 500.000 exemplar.

## Format och låtlista
Internationell CD 1
1. "Can't Get You Out of My Head" – 3:51
2. "Boy" – 3:47
3. "Rendezvous at Sunset" – 3:23
4. "Can't Get You Out of My Head" (Video)

Internationell CD 2
1. "Can't Get You Out of My Head" – 3:51
2. "Can't Get You Out of My Head" (K&M Mindprint Mix) – 6:34
3. "Can't Get You Out of My Head" (Plastika Mix) – 9:26

Internationell CD 3
1. "Can't Get You Out of My Head" – 3:51
2. "Boy" – 3:47

Australiska CD 2
1. "Can't Get You Out of My Head" – 3:51
2. "Can't Get You Out of My Head" (K&M Mindprint Mix) – 6:34
3. "Can't Get You Out of My Head" (Plastika Mix) – 9:26
4. "Can't Get You Out of My Head" (Superchumbo Todo Mamado Mix) – 8:32

## Listplaceringar
| Lista (2001–02)                     | Topplacering |
| ----------------------------------- | ------------ |
| Australien (ARIA Charts)            | 1            |
| Österrike (Ö3 Austria Top 40)       | 1            |
| Belgien (Ultratop 50 Flandern)      | 1            |
| Belgien (Ultratop 50 Vallonien)     | 1            |
| Kanada (Canadian Hot 100)           | 1            |
| Danmark (Tracklisten)               | 1            |
| Nederländerna (Mega Single Top 100) | 1            |
| Finland (Suomen virallinen lista)   | 5            |
| Frankrike (SNEP)                    | 1            |
| Tyskland (Media Control Charts)     | 1            |
| Irland (IRMA)                       | 1            |
| Italien (FIMI)                      | 1            |
| Nya Zeeland (RIANZ)                 | 1            |
| Norge (VG-lista)                    | 1            |
| Spanien (PROMUSICAE)                | 1            |
| Schweiz (Schweizer Hitparade)       | 1            |
| Sverige (Sverigetopplistan)         | 1            |
| Storbritannien (UK Singles Chart)   | 1            |
| USA (Billboard Hot 100)             | 7            |
| USA (Hot Dance Club Songs)          | 1            |